# Yukon Striker
Yukon Striker in Canada’s Wonderland (Vaughan, Ontario, Kanada) ist eine Stahlachterbahn vom Modell Dive Coaster des Herstellers Bolliger & Mabillard, die am 3. Mai 2019 eröffnet wurde. Zurzeit (Stand Juni 2023) ist sie nach Leviathan im selben Park die zweitschnellste und nach Leviathan und Behemoth (ebenfalls im selben Park) die dritthöchste Achterbahn Kanadas.
Die 1104,9 m lange Strecke erreicht eine Höhe von 68 m und verfügt über eine 74,7 m hohe erste Abfahrt von 90°. Neben einem Tunnel und einer 360°-Helix wurden insgesamt vier Inversionen verbaut: ein Immelmann, ein Zero-g-Winder, erstmals ein Looping bei einem Dive Coaster und ein weiterer Immelmann.

## Züge
Yukon Striker besitzt drei bodenlose Züge mit jeweils drei Wagen. In jedem Wagen können acht Personen (eine Reihe) Platz nehmen. Als Rückhaltesystem kommen Westenbügel zum Einsatz.

## Rekorde
Zum Zeitpunkt der Eröffnung hielt Yukon Striker folgende Rekorde:
- Der schnellste Dive Coaster mit einer Geschwindigkeit von 130 km/h.
- Der längste Dive Coaster mit einer Länge von 1105 m.
- Die längste erste Abfahrt bei einem Dive Coaster mit einer Länge von 75 m.
- Die meisten Inversionen bei einem Dive Coaster mit der Anzahl von vier.
- Zusammen mit Valravn in Cedar Point sind sie die höchsten Dive Coaster.